# Revistes Científiques de la Universitat de Barcelona

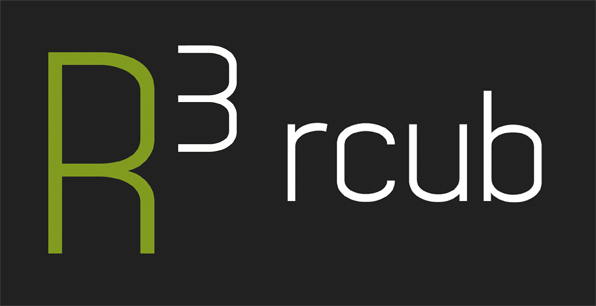
Logotip

Revistes Científiques de la Universitat de Barcelona (RCUB) és el portal que recull les revistes científiques especialitzades en diversos àmbits temàtics editades per la Universitat de Barcelona.

## Descripció
RCUB és un projecte del Centre de Recursos per a l'Aprenentatge i la Investigació de la UB (CRAI) que va néixer el novembre de 2011 amb una doble finalitat: contribuir a difondre i donar una major visibilitat a aquestes revistes, i oferir als editors de la Universitat de Barcelona una eina per a la gestió i publicació de cada revista científica en format electrònic.

### Funcionament
RCUB funciona amb el programari de codi lliure OJS (Open Journal Systems) desenvolupat pel Public Knowledge Project (PKP) amb l'objectiu de fomentar l'accés a la investigació, facilitant la gestió i publicació de revistes científiques.
Utilitza el protocol d'interoperabilitat de L'Open Archives Initiative (OAI), fet que permet incrementar la visibilitat dels articles publicats a les revistes que incorpora, en oferir-se conjuntament amb altres dipòsits internacionals.
RCUB permet diferents nivells d'edició de la revista:
- Gestió completa de la revista: gestió i control autònom per l'editor de tot el procés editorial de la revista electrònica (des de la recepció d'articles per possibles autors, passant per l'acceptació d'un comitè editorial, la revisió per parells, correccions, etc.) fins a arribar a la publicació final del número.[6]

- Gestió simple de la revista: només edició del sumari i publicació final dels articles en PDF o HTML
- Gestió referencial: només descripció de la revista i edició del sumari quan sigui possible

Des del Centre de Recursos per a l'Aprenentatge i la Investigació de la UB (CRAI) s'ofereix als editors de revistes científiques de la UB un programari per dur a terme, de manera autònoma, tot el procés de publicació i gestió editorial d'una revista electrònica (recepció d'originals, edició, revisió, correcció, etc.) i la personalització de la pàgina web de la revista i assessorament en formació en l'ús del programari OJS; en la gestió de drets d'autor i propietat intel·lectual i en com posicionar les revistes en els índexs nacionals i internacionals.
Les revistes que s'inclouen a RCUB són aquelles que estan editades o coeditades per la Universitat de Barcelona o revistes científiques que ja no es publiquen però que es disposa de la col·lecció en format digital. Totes les revistes ofereixen el text complet de tots els números publicats (tot i que en alguna revista hi pot haver una demora entre la introducció del sumari i la del text complet).
Al portal de RCUB ofereix accés a les revistes editades per la Universitat de Barcelona, que són més de 70.

### Reconeixement de les Revistes Científiques de la Universitat de Barcelona
Des de l'any 2010 el Vicerectorat d'Informació i Comunicació realitza unes convocatòries de reconeixement de les revistes científiques de la UB i de concessió d'ajuts per publicar-les.
Aquestes convocatòries tenen com a finalitat atorgar una ajuda econòmica a aquelles revistes editades per membres de la UB (grups de recerca, professorat a títol individual, centres o departaments de la UB) que publiquin o vulguin publicar revistes en edició digital tot i que també es pot aplicar la subvenció a l'edició paral·lela en paper.